# جام یوفا ۹۵–۱۹۹۴
جام یوفا ۹۵–۱۹۹۴، بیست و چهارمین فصل از جام یوفا، مسابقات فوتبال باشگاهی سطح دوم اروپا بود که توسط یوفا سازماندهی شد و با قهرمانی پارما به پایان رسید.